# 100445 Pisa
100445 Pisa è un asteroide della fascia principale. Scoperto nel 1996, presenta un'orbita caratterizzata da un semiasse maggiore pari a 2,1671000 au e da un'eccentricità di 0,2073849, inclinata di 5,20690° rispetto all'eclittica.
Il nome ricorda l'omonima città toscana.